# B&P
B&P is een historisch Italiaans motorfietsmerk.
De Italiaanse firma B&P presenteerde op de motorbeurs van Turijn van 1926 een gemotoriseerde fiets met een Della Ferrera-tweetakt-hulpmotor en een 175cc-motorfiets met een Franse Brouillers-motor.